# أغوستين سوسا
أغوستين سوسا (بالإسبانية: Agustín Sosa)‏ هو لاعب كرة قدم أرجنتيني في مركز الدفاع، ولد في 29 أغسطس 2000 في بوينس آيرس في الأرجنتين. لعب مع Club Atlético Temperley ‏.

## وصلات خارجية
- أغوستين سوسا على موقع قاعدة بيانات كرة القدم.إي يو (الإنجليزية)
- أغوستين سوسا على موقع Soccerway.com (الإنجليزية)